# Patxi Freytez
Francisco Freytez Pérez (Pamplona, 10 de gener de 1967), més conegut com a Patxi Freytez, és un actor navarrès, encara que des de petit va fixar la seva residència en Logronyo. La seva popularitat li va arribar gràcies al seu paper de Mikel Miralles en la sèrie espanyola El comisario.

## Biografia
Patxi Freytez va fer els seus primers passos en les arts escèniques a Logronyo, cquan amb 16 anys es va unir a un grup de teatre escolar del col·legi Nuestra Señora del Buen Consejo (Agustinas) de la capital riojana. En acabar els seus estudis secundaris es va traslladar a Madrid, on va prosseguir la seva formació per a convertir-se en actor, compaginant els seus estudis amb la seva participació en muntatges de petits grups teatrals de la capital.
El seu primer contacte amb el cinema, que va suposar la seva primera oportunitat de donar-se a conèixer en el panorama nacional i internacional, va sorgir gràcies al paper protagonista en la pel·lícula A los que aman d'Isabel Coixet el 1998. Però la popularitat l'aconseguiria a l'any següent, quan va aconseguir el paper de Jero en la sèrie de televisió Ellas son así, on va compartir protagonisme amb actors de la talla de Santiago Ramos, Maribel Verdú, María Adánez o María Barranco, entre d'altres. A l'any següent, l'empenta definitiva li ho va donar Pedro Almodóvar, en donar-li un petit paper en la guardonada Todo sobre mi madre.

## Filmografia

### Televisió

#### Sèries
| Any/s       | Sèrie                          | Personatge                  | Cadena    | Notes        |
| ----------- | ------------------------------ | --------------------------- | --------- | ------------ |
|             |                                |                             |           |              |
| 1998 - 1999 | Ellas son así                  | Jerónimo "Jero"             | Telecinco | 22 episodis  |
| 2000 - 2009 | El comisario                   | Mikel Miralles              | Telecinco | 147 episodis |
| 2001        | Año cero (ciudad muy caliente) |                             |           | Televisió    |
| 2001        | Una ciudad de otro mundo       |                             | TVE       | Televisió    |
| 2010        | Los protegidos                 | Silvestre Sánchez Hernández | Antena 3  | 2 episodis   |
| 2011        | Homicidios                     |                             | Telecinco | 1 episodi    |
| 2012        | La fuga                        | Dr. Álvaro Vidal            | Telecinco | 10 episodis  |
| 2013 - 2014 | Amar es para siempre           | Daniel Hoyos Riquelme       | Antena 3  | 57 episodis  |
| 2014        | Los misterios de Laura         | Félix de Uña                | TVE       | 1 episodi    |
| 2016        | El padre de Caín               | Sargento Delgado            | Telecinco | 2 episodis   |
| 2016        | Víctor Ros                     | Don José                    | TVE       | 1 episodi    |
| 2018        | El Continental                 |                             | TVE       | 3 episodis   |
| 2019        | Secretos de Estado             | Javier Benito               | Telecinco | 13 episodis  |
| 2019        | La caza. Monteperdido          | Rafael Grau                 | TVE       | 10 episodis  |
| 2019 – 2023 | Servir y proteger              | Andrés Coll                 | TVE       | ¿? episodis  |

#### Programes de televisió
| Any/s           | Programa         | Cadena    | Ocasions    |
| --------------- | ---------------- | --------- | ----------- |
| 2007-2009, 2012 | Pasapalabra      | Telecinco | 12 ocasions |
| 2005            | La mandrágora    | La 2      | 1 ocasió    |
| 2002            | Versión Española | La 2      | 1 ocasió    |

### Llargmetratges
- Vivir así, repartiment. Dir. Luis Martínez (1998)
- A los que aman, com a mestre jove. Dir. Isabel Coixet (1998)
- Todo sobre mi madre, com el farmacèutic. Dir. Pedro Almodóvar (1999)
- Shacky Carmine, repartiment. Dir. Chema de la Peña (1999)
- ¿Tú qué harías por amor?, com a Lobo Rosario. Dir. Carlos Saura Medrano (2001)
- Tuno negro, com a Trucha. Dir. Pedro L. Barbero i Vicente J. Martín (2001)
- Las ovejas no pierden el tren, com a Luis. Dir. Álvaro Fernández Armero (2014)
- B, la película, com a Enrique Santiago. Dir. David Ilundáin (2015)

### Curtmetratges
- Húmedo, repartiment. Dir. Laura Lindon (1999)
- R.I.P. el ladrón de bicicletas, com un travesti. Dir. Pepe Pereza (1999)
- Vamos a dejarlo, repartiment. Dir. Daniela Féjerman i Inés París (1999)
- La cartera, com un pobre. Dir. Miguel Martí (2000)
- Una feliz Navidad, com Luis. Dir. Julio Díez (2001)
- Dentro, com Ramón (2001)
- Al pasar la barca, repartiment. Dir. Antonio Delgado Liz (2003)
- Photo, com un client. Dir. J. Enrique Sánchez (2011)
- La despedida, repartiment. Dir. David Cortázar i María Guerra (2015)
- Vico Bergman, de Chechu León i Diego Pérez (2017)

### Teatre
- La rosa de papel, de Valle-Inclán (1985)
- La cabeza del Bautista, de Valle-Inclán (1985)
- Ligazón, de Valle-Inclán (1985)
- Los niños, de Diego Salvador (1985)
- Tours La Cubana, amb la companyia La Cubana (1986)
- El serrallo, de Miguel Cobaleda (1987)
- La feria, amb la companyia Karpas. Espectacle de Mimo (1989)
- Las troyanas, d'Eurípides (1989)
- Marat-Sade, de Peter Weiss (1991)
- Otro sueño de una noche de verano (1992-1993)
- La odisea fantástica de Ulises Jones. Espectacle infantil (1994)
- Esperando a Godot, de Samuel Beckett. Dir. Rodolfo Cortizo (1995)
- La sonata de los espectros, d'August Strindberg (1996)
- Marat-Sade, de Peter Weiss. Dir. José Carlos Plaza (1998)
- La mujer de negro. Dir. Rafael Calatayud Belenguer (2000)
- Roberto Zucco. Dir. Lluís Pasqual (2005)
- Sangre Lunar, com a Manuel Gamero; de José Sanchis Sinisterra (2006)
- Splendis's. Dir. José Carlos Plaza (2007)
- La importancia de llamarse Ernesto, d'Oscar Wilde. Dir. Eduardo Galán (2007-2008)
- Luz de gas, com a Jack Manningham. Dir. Juanjo Granda (2009)
- La disolución de Dominic Boot, de Tom Stoppard. Lectures radiofòniques (2010)
- El puente de Albert, de Tom Stoppard. Lecturas radiofónicas (2010)
- El galán fantasma. Dir. Mariano de Paco (2010-2011)
- La venganza de Don Mendo. Dir. Paco Mir (2011)
- Anfitrión, com Júpiter; de Plaute. Dir. Eduardo Galán i Juan Carlos Pérez de la Fuente (2012)
- Última edición, com Fuentes; d'Eduardo Galán i Gabriel Olivares. Dir. Gabriel Olivares (2013)
- No se elige ser un héroe, com Ernesto; de David Desola. Dir. Roberto Cerdá (2013-2014)
- Pieza inconclusa para sofá y dos cuerpos, com Diego; Dir. Mariano Rochman (2014)
- Más apellidos vascos. Dir. Gabriel Olivares. (2015)
- La Cocina. Dir. Sergio Peris-Mencheta. (2016)
- Ella en mi cabeza, com Klimovsky. Dir. Gabriel Olivares. (2016-2017)
- Las bicicletas son para el verano, de Fernando Fernán Gómez; dir. César Oliva (2017).

## Premis i nominacions
- Nominat a millor actor secundari en els premis Unión de Actores pel paper de Mikel Miralles a El comisario (2006)